# Marînîn, Berezne
Marînîn (în ucraineană Маринин) este localitatea de reședință a comunei Marînîn din raionul Berezne, regiunea Rivne, Ucraina.

## Demografie
Componența lingvistică a localității Marînîn
     Ucraineană (98,6%)
     Alte limbi (1,4%)
Conform recensământului din 2001, majoritatea populației localității Marînîn era vorbitoare de ucraineană (98,6%), existând în minoritate și vorbitori de alte limbi.